# Феофорбид a
Феофорбид a — продукт распада хлорофилла . Используется в качестве фотосенсибилизатора.
Хорошо зарекомендовал себя при использовании в фотодинамической терапии (ФДТ) карциномы плоского эпителия рта.